# Снапс
Снапс — традиційна шведська горілка, що має трав'яний присмак.

## Особливості виготовлення
Виготовляється з картоплі чи злаків. Варіанти спецій, що додаються — бузина, кмин звичайний, полин, звіробій звичайний, восковик, смородина чорна.

## Культура подання
Снапс подається у спеціальних чарках (кришталевих або скляних) на видовженій ніжці. Цінителі спиртних напоїв п'ють снапс теплим, але більшість надають перевагу дуже холодному, що маскує різкий смак напою.
Традиційна шведська святкова закуска — S.O.S.: sill (оселедець), ost (сир) та snaps (горілка на травах).

## Снапс як атрибут святкового застілля
Щороку в п'ятницю між 19 і 26 червня у Швеції святкується Мідсаммер (Midsummer). Це свято літнього сонцестояння — одне з найбільших у країні, яке за обсягом святкування дорівнюється Різдву. Напередодні свята більшість людей збираються разом на природі, їдять молоду варену картоплю з оселедцем, на десерт — полуницю з вершками, п'ють снапс, співають пісні. Кожна наступна чарка снапсу супроводжується новою піснею.
Під час Різдва вживають смалахове з картопляною або бруквяною м'ячкою, запивають міцним алкоголем (серед яких снапс, горілка, медовуха). Так, чарки зі снапсом прикрашають зображенням Діда Мороза. Серед 10 найкращих різдвяних подарунків обов'язково є книга шведських рецептів снапсу.
Одним із атрибутів святкового столу на фестивалі поїдання раків (середина серпня), крім сиру, картоплі, овочів, стає пиво та снапс.
Різдвяну страву Норвегії смалахове вживають з картопляною або бруквяною м'ячкою, запивають міцним алкоголем (снапс, горілка, медовуха).

## Інтернет-ресурси
- Drinking song — snapsvisa
- Drinking songs at Spiritmuseum [Архівовано 2014-09-08 у Wayback Machine.]